# شان فولتن
شان فولتن (انگلیسی: Shaane Fulton؛ زادهٔ ۳ اکتبر ۲۰۰۰) دوچرخه‌سوار پیست زن اهل نیوزیلند است.
وی در مسابقات کشوری و بین‌المللی در مجموع برندهٔ ۱ مدال نقره شده است.